# Wyścig Pokoju 1948
I edycja Wyścigu Pokoju – wyścigu kolarskiego, który stał się największym amatorskim wyścigiem organizowanym w Europie Wschodniej. Oficjalnie nie była jeszcze nazywana Wyścigiem Pokoju. Odbyła się ona w dniach 1–9 maja 1948 roku. Właściwie były to dwa równolegle rozgrywane wyścigi: Warszawa-Praga o długości 842 km (w dniach 1–5 maja) i Praga-Warszawa o długości 1144 km (w dniach 1–9 maja). Organizatorami tych wyścigów były dwa dzienniki polski „Głos Ludu” i czechosłowackie „Rudé právo”.

Oba wyścigi zakończyły się zwycięstwem reprezentantów Jugosławii. Składający się z pięciu etapów wyścig z Warszawy do Pragi wygrał August Prosenik, a ośmioetapowy wyściga Praga-Warszawa Aleksandar Zorić.
W wyścigu Warszawa-Praga uczestniczyło 65 kolarzy (w tym 16 nie należących do żadnej drużyny), a 52 ukończyło go. Pozostali kolarze byli członkami następujących ekip narodowych:
| - Bułgaria - Czechosłowacja I - Czechosłowacja II - Jugosławia I - Jugosławia II | - Polska I - Polska II - Rumunia - Węgry I - Węgry II |

W wyścigu Praga-Warszawa uczestniczyły ekipy o tych samych nazwach, z tym wyjątkiem, że Jugosławia wystawiła tylko jedną drużynę. Łącznie w tym wyścigu udział wzięło 53 kolarzy (w tym 15 bez przynależności drużynowej), a 39 ukończyło go.

## Warszawa-Praga (1–5 maja 1948)
Licząca 842 km trasa została podzielona na 5 głównie płaskich etapów (3 z metą w Polsce i 2 z metą w Czechosłowacji). Górskim etapem był etap 4. z Jeleniej Góry do Liberca. Najdłuższy etap liczył 236 km z Liberca do Pragi. Warunki rywalizacji były trudne – słabe polskie drogi (głównie bruk) i surowy regulamin (wszystkich napraw roweru zawodnik musiał dokonywać sam, bez pomocy innych osób).

Wyścig miał dwóch bohaterów: Jugosłowianina Augusta Prosenika i zwycięzcę trzech etapów, reprezentującego Czechosłowację Jana Veselý. Jan Veselý stracił koszulkę lidera na drugim etapie na rzecz Prosenika, który wygrał cały wyścig z przewagą niemal 5 minut nad kolejnym kolarzem. Mimo że Veselý wygrał trzy etapy to jednak poniósł poważne straty na skutek upadków i pięciominutowej kary za nieregulaminową zmianę koła.

W klasyfikacji drużynowej zwyciężył zespół Polski I, którego trzech reprezentantów zmieściło się w pierwszej dziesiątce.

Sędzią głównym wyścigu był Polak Franciszek Machay.

### Lista startowa
| BUŁGARIA                       | BUŁGARIA                       | POLSKA I               | POLSKA I               |
| ------------------------------ | ------------------------------ | ---------------------- | ---------------------- |
| Angeł Mitow                    | Iwan Nikołow                   | Bolesław Napierała     | Lucjan Pietraszewski   |
| Iwan Dinew                     | Tinko Zanew                    | Roman Siemiński        | Wacław Wójcik          |
| Dymitar Doskałow               |                                | Marian Rzeźnicki       |                        |
| BUŁGARIA (indywidualnie)       | BUŁGARIA (indywidualnie)       | POLSKA II              | POLSKA II              |
| … Moldowansky                  |                                | Ryszard Kudert         | Henryk Czyż            |
| … Cwetkow                      |                                | Ludwik Wojcieszek      | Stanisław Grzelak      |
|                                |                                | Władysław Motyka       |                        |
| CZECHOSŁOWACJA I               | CZECHOSŁOWACJA I               | POLSKA (indywidualnie) | POLSKA (indywidualnie) |
| Jan Veselý                     | Karel Cibula                   | Tadeusz Olszewski      | Józej Wydarkiewicz     |
| Antonín Veverka                | Květoslav Bohdan               | Stefan Piegat          | Kazimierz Bański       |
| Josef Pavlas                   |                                | Tadeusz Stolarczyk     |                        |
| CZECHOSŁOWACJA II              | CZECHOSŁOWACJA II              | RUMUNIA                | RUMUNIA                |
| Miloslav Loos                  | Ladislav Brůžek                | Traian Chicomban       | Constantin Cihodaru    |
| Jan Zika                       | Vilem Řídký                    | Iulian Gociman         | Ion Grigoriu           |
| Antonín Doležalík              |                                | Constantin Șandru      |                        |
| CZECHOSŁOWACJA (indywidualnie) | CZECHOSŁOWACJA (indywidualnie) | WĘGRY I                | WĘGRY I                |
| Luboš Puklický                 | Jaroslav Brož                  | Károly Nótás           |                        |
| Jaromir Magula                 | Josef Feigl                    | Károly Kovács          |                        |
| Jaroslav Čvančara              | František Šťastný              | Antal Sasodi           |                        |
| Stanislav Čapek                | Karel Vičan                    | Antal Berbely          |                        |
| Zdeněk Kovanda                 |                                | József Pataky          |                        |
| JUGOSŁAWIA I                   | JUGOSŁAWIA I                   | WĘGRY II               | WĘGRY II               |
| Branko Bat                     | August Prosenik                | Bela Madi              | Dezső Kiss             |
| Aleksandar Strain              | Josip Šolman                   | Gyula Sere             | Károly Sivos           |
| Drago Pavlik                   |                                | László Brehel          |                        |
| JUGOSŁAWIA II                  |                                |                        |                        |
| Franjo Varga                   | … Bakić                        |                        |                        |
| Dragiša Ješić                  |                                |                        |                        |
| … Čelesnik                     |                                |                        |                        |

### Wyniki

#### I etap (1 maja 1948),Warszawa–Łódź(190 km)
Start honorowy I etapu miał miejsce na Placu Zwycięstwa przed Grobem Nieznanego Żołnierza. Start ostry nastąpił na skrzyżowaniu ulicy Grójeckiej z ulicą Opaczewską. Pierwszy etap był płaski i nie przyniósł żadnych zasadniczych rozstrzygnięć. Na mecie w Łodzi przy ulicy Piotrkowskiej najlepszym okazał się reprezentant Czechosłowacji Jana Veselý, popularnie zwany Honzą. Z 64 kolarzy, którzy wystartowali w Warszawie do mety w Łodzi nie dotarł tylko jeden – 16-letni reprezentant Węgier Karoly Sivos.

Drużynowo etap wygrali reprezentanci Czechosłowacji. Bardzo dobrze zaprezentowali się Jugosłowianie, którzy zajęli drugie miejsce w klasyfikacji drużynowej. Polacy pojechali dobrze i prawie wszyscy znaleźli się w głównej grupie tuż za zwycięzcą etapu, dzięki czemu Polska II znalazła się na trzecim, a Polska I na czwartym miejscu w tejże klasyfikacji.
| Lp. | Zawodnik        | Drużyna          | Czas/strata |
| --- | --------------- | ---------------- | ----------- |
| 1.  | Jan Veselý      | Czechosłowacja I | 5:51,28     |
| 2.  | Josip Šolman    | Jugosławia I     | +0,00       |
| 3.  | August Prosenik | Jugosławia I     | +0,00       |
| 4.  | Karel Cibula    | Czechosłowacja I | +0,00       |
| 5.  | Ryszard Kudert  | Polska II        | +0,00       |

#### II etap (2 maja 1948), Łódź –Wrocław(219 km)
Drugi etap był trudny ze względu na długość i to, że trasa prowadziła głównie po tzw. kocich łbach. Nawierzchnia drogi spowodowała, że pękające dętki przerzedziły peleton. Na metę etapu na stadionie we Wrocławiu jako pierwsza dotarła sześcioosobowa ucieczka, w której udział brało czterech Polaków: Bolesław Napierała, Wacław Wójcik, Marian Rzeźnicki (wszyscy Polska I), Henryk Czyż (Polska II) oraz reprezentant Czechosłowacji II Miloslav Loos i reprezentant Jugosławii I August Prosenik. Już na bieżni stadionu pecha miał Wacław Wójcik, który zaliczył upadek. Zwycięzcą etapu został August Prosenik, dzięki czemu został liderem wyścigu. Jak się później okazało był to etap decydujący dla losów całego wyścigu. Znaczną stratę poniósł na nim dotychczasowy lider i faworyt z Czechosłowacji Jan Veselý, który stracił ponad 10 minut do zwycięzcy a dodatkowo otrzymała karę za niedozwoloną pomoc przy naprawie roweru.

Dzięki świetnej jeździe na czoło klasyfikacji drużynowej wysunęła się Polska I, która wyprzedzała Polskę II o ponad 20 minut, i Jugosławię I o ponad 25 minut.
| Lp. | Zawodnik             | Drużyna           | Czas/strata |
| --- | -------------------- | ----------------- | ----------- |
| 1.  | August Prosenik      | Jugosławia I      | 6:50,41     |
| 2.  | Marian Rzeźnicki     | Polska I          | +0,00       |
| 3.  | Henryk Czyż          | Polska II         | +0,00       |
| 4.  | Bolesław Napierała   | Polska I          | +0,00       |
| 5.  | Miloslav Loos        | Czechosłowacja II | +0,00       |
| 6.  | Wacław Wójcik        | Polska I          | +0,22       |
| 7.  | Roman Siemiński      | Polska I          | +8,25       |
| 8.  | Lucjan Pietraszewski | Polska I          | +10,19      |
| 9.  | Branko Bat           | Jugosławia I      | +12,06      |
| 10. | Károly Nótás         | Węgry I           | +12,06      |

#### III etap (3 maja 1948), Wrocław –Jelenia Góra(143 km)
Trzeci etap nie był już etapem płaskim, lecz prowadził po pagórkach. Nie przyniósł na pierwszym miejscu ani w klasyfikacji indywidualnej ani w klasyfikacji drużynowej. Na metę z niewielką przewagą dojechała sześcioosobowa grupka kolarzy. Zwycięzcą etapu został Lucjan Pietraszewski z zespołu Polska I. Tuż za nim finiszowali Karel Cibula i lider August Prosenik. W klasyfikacji drużynowej nadal prowadziła Polska I przed Polską II.
| Lp. | Zawodnik             | Drużyna           | Czas/strata |
| --- | -------------------- | ----------------- | ----------- |
| 1.  | Lucjan Pietraszewski | Polska I          | 4:58,53     |
| 2.  | Karel Cibula         | Czechosłowacja I  | +0,00       |
| 3.  | August Prosenik      | Jugosławia I      | +0,00       |
| 4.  | Miloslav Loos        | Czechosłowacja II | +0,00       |
| 5.  | Károly Nótás         | Węgry I           | +0,00       |
| 6.  | Roman Siemiński      | Polska I          | +0,00       |
| 7.  | Władysław Motyka     | Polska II         | +0,07       |
| 8.  | Antal Sasodi         | Węgry I           | +0,07       |
| 9.  | Aleksandar Strain    | Jugosławia I      | +0,07       |
| 10. | Bolesław Napierała   | Polska I          | +0,07       |

#### IV etap (4 maja 1948), Jelenia Góra –Liberec(84 km)
Na czwartym etapie kolarze wjechali na terytorium Czechosłowacji. Był to krótki etap górski. Zaatakowali na nim właśnie reprezentanci Czechosłowacji, którzy zajęli pierwsze trzy miejsca, a wygrał Jan Veselý. Swojej pozycji lidera dobrze bronił Jugosłowianin August Prosenik, który przyjechał na metę czwarty z minimalną stratą do zwycięzcy. Na tym etapie słabiej zaprezentowali się Polacy. Wszyscy zawodnicy z zespołu Polska I przyjechali na metę w drugiej grupie ze stratą około 10 minut do zwycięzców. Dzięki dobrej jeździe reprezentacja Czechosłowacji I wysunęła się na drugie miejsce w klasyfikacji drużynowej odrabiając 30 minut do Polski I i niwelując dzięki temu stratę do 17 minut 50 sekund.
| Lp. | Zawodnik          | Drużyna          | Czas/strata |
| --- | ----------------- | ---------------- | ----------- |
| 1.  | Jan Veselý        | Czechosłowacja I | 2:22,45     |
| 2.  | Karel Cibula      | Czechosłowacja I | +0,00       |
| 3.  | Květoslav Bohdan  | Czechosłowacja I | +0,00       |
| 4.  | August Prosenik   | Jugosławia I     | +0,01       |
| 5.  | Antonín Doležalík | Czechosłowacja I | +0,01       |
| 6.  | Károly Kovács     | Węgry I          | +0,01       |
| 7.  | Josef Pavlas      | Czechosłowacja I | +0,01       |
| 8.  | József Pataky     | Węgry I          | +0,01       |
| 9.  | Antal Berbely     | Węgry I          | +0,01       |

#### V etap (5 maja 1948), Liberec –Praga(236 km)
Piąty etap był najdłuższym w całym wyścigu. Początkowo jego trasa była o 16 km krótsza jednak organizatorzy zdecydowali się ją wydłużyć prowadząc kolarzy objazdami. Reprezentanci Czechosłowacji za wszelką cenę starali się udowodnić swoją wyższość. Ich lider Jan Veselý osiągnął w pewnym momencie 12 minut przewagi i wydawało się, że wygra wyścig. Jednak nieszczęśliwie dla niego pękł mu łańcuch. Ostatecznie wygrał etap, jednak nie dał rady zwyciężyć w całym wyścigu. Bardzo dobrze taktycznie pojechała reprezentacja Polski I, która obroniła swoje prowadzenie w klasyfikacji drużynowej. Drugi na etapie do Pragi był Roman Siemiński, który minimalnie przegrał z Veselým. Także lider wyścigu August Prosenik, mimo że przyjechał ponad 5 minut za zwycięzcą zdołał obronić swój tryumf w wyścigu, dzięki czemu stał się pierwszym zwycięzcą Wyścigu Pokoju.
| Lp. | Zawodnik         | Drużyna          | Czas/strata |
| --- | ---------------- | ---------------- | ----------- |
| 1.  | Jan Veselý       | Czechosłowacja I | 6:42,38     |
| 2.  | Roman Siemiński  | Polska I         | +0,00       |
| 3.  | Traian Chicomban | Rumunia          | +0,00       |
| 4.  | August Prosenik  | Jugosławia I     | +5,59       |
| 5.  | Antal Sasodi     | Węgry I          | +5,59       |
| 6.  | Květoslav Bohdan | Czechosłowacja I | +5,59       |
| 7.  | Antal Berbely    | Węgry I          | +5,59       |
| 8.  | Wacław Wójcik    | Polska I         | +5,59       |
| 9.  | Branko Bat       | Jugosławia I     | +7,18       |
| 10. | Marian Rzeźnicki | Polska I         | +8,35       |

### Etapy – podsumowanie
| Etap     | Data   | Start – meta         | Długość (km) | Zwycięzca etapu      | Czas Średnia prędkość | Lider           | Lider drużynowy wyścigu |
| I etap   | 1 maja | Warszawa-Łódź        | 190 km       | Jan Veselý           | 5h 51'28" 32,4 km/h   | Jan Veselý      | Czechosłowacja I        |
| II etap  | 2 maja | Łódź-Wrocław         | 219 km       | August Prosenik      | 6h 50'41" 32,0 km/h   | August Prosenik | Polska I                |
| III etap | 3 maja | Wrocław-Jelenia Góra | 143 km       | Lucjan Pietraszewski | 4h 58'53" 28,7 km/h   | August Prosenik | Polska I                |
| IV etap  | 4 maja | Jelenia Góra-Liberec | 84 km        | Jan Veselý           | 2h 22'45" 35,3 km/h   | August Prosenik | Polska I                |
| V etap   | 5 maja | Liberec-Praga        | 236 km       | Jan Veselý           | 6h 42'38" 35,2 km/h   | August Prosenik | Polska I                |

### Klasyfikacja indywidualna
Koszulka żółta
| Lp. | Zawodnik             | Drużyna           | Czas/strata | Lp. | Zawodnik          | Drużyna           | Czas/strata |
| --- | -------------------- | ----------------- | ----------- | --- | ----------------- | ----------------- | ----------- |
| 1.  | August Prosenik      | Jugosławia I      | 26:52,25    | 27. | Antonín Doležalík | Czechosłowacja II | +52,50      |
| 2.  | Roman Siemiński      | Polska I          | +4,56       | 28. | Bela Madi         | Węgry II          | +55,05      |
| 3.  | Wacław Wójcik        | Polska I          | +5,41       | 29. | Josef Pavlas      | Czechosłowacja I  | +56,08      |
| 4.  | Karel Cibula         | Czechosłowacja I  | +9,00       | 30. | László Brehel     | Węgry II          | +56,39      |
| 5.  | Jan Veselý           | Czechosłowacja I  | +11,02      | 31. | Constantin Șandru | Rumunia           | +57,46      |
| 6.  | Marian Rzeźnicki     | Polska I          | +12,17      | 32. | Tinko Zanew       | Bułgaria          | +57,55      |
| 7.  | Branko Bat           | Jugosławia I      | +13,28      | 33. | József Pataky     | Węgry I           | +59,28      |
| 8.  | Miloslav Loos        | Czechosłowacja II | +13,38      | 34. | Vilem Řídký       | Czechosłowacja II | +1:03,39    |
| 9.  | Károly Nótás         | Węgry I           | +17,47      | 35. | Jaroslav Čvančara | indywidualnie     | +1:05,39    |
| 10. | Květoslav Bohdan     | Czechosłowacja I  | +23,19      | 36. | Kazimierz Bański  | indywidualnie     | +1:11,00    |
| 11. | Lucjan Pietraszewski | Polska I          | +23,54      | 37. | Károly Kovács     | Węgry I           | +1:19,24    |
| 12. | Władysław Motyka     | Polska II         | +25,03      | 38. | Gyula Sere        | Węgry II          | +1:22,05    |
| 13. | Franjo Varga         | Jugosławia II     | +25,37      | 39. | Dragiša Ješić     | Jugosławia II     | +1:26,48    |
| 14. | Bolesław Napierała   | Polska I          | +31,54      | 40. | Ion Grigoriu      | Rumunia           | +1:28,38    |
| 15. | Iwan Dinew           | Bułgaria          | +34,48      | 41. | Ludwik Wojcieszek | Polska II         | +1:29,10    |
| 16. | Antal Berbely        | Węgry I           | +36,11      | 42. | Josef Feigl       | indywidualnie     | +1:43,33    |
| 17. | Antal Sasodi         | Węgry I           | +37,02      | 43. | Angeł Mitow       | Bułgaria          | +1:56,09    |
| 18. | Josip Šolman         | Jugosławia I      | +39,14      | 44. | Ladislav Brůžek   | Czechosłowacja II | +2:00,25    |
| 19. | Aleksandar Strain    | Jugosławia I      | +39,33      | 45. | František Šťastný | indywidualnie     | +2:00,36    |
| 20. | Jan Zika             | Czechosłowacja II | +41,50      | 46. | Stanislav Čapek   | indywidualnie     | +2:01,01    |
| 21. | Antonín Veverka      | Czechosłowacja I  | +42,26      | 47. | Iulian Gociman    | Rumunia           | +2:07,30    |
| 22. | Traian Chicomban     | Rumunia           | +47,28      | 48. | Stefan Piegat     | indywidualnie     | +2:11,19    |
| 23. | … Čelesnik           | Jugosławia II     | +47,28      | 49. | Jaroslav Brož     | indywidualnie     | +2:14,40    |
| 24. | Drago Pavlik         | Jugosławia I      | +47,31      | 50. | Iwan Nikołow      | Bułgaria          | +2:15,29    |
| 25. | Ryszard Kudert       | Polska II         | +47,34      | 51. | Jaromir Magula    | indywidualnie     | +2:21,57    |
| 26. | Luboš Puklický       | indywidualnie     | +48,33      | 52. | … Moldowansky     | indywidualnie     | +2:31,05    |

### Klasyfikacja drużynowa
Na wynik składa się rzeczywista suma czasów – bez bonifikat – trzech pierwszych zawodników drużyny na każdym etapie.
| Lp. | Drużyna           | Czas/strata | Lp. | Drużyna       | Czas/strata     |
| --- | ----------------- | ----------- | --- | ------------- | --------------- |
| 1.  | Polska I          | 80:51,57    | 6.  | Polska II     | +1:34,44        |
| 2.  | Czechosłowacja I  | +17,50      | 7.  | Węgry II      | +2:42,47        |
| 3.  | Jugosławia I      | +30,22      | 8.  | Bułgaria      | +2:47,30        |
| 4.  | Węgry I           | +34,40      | 9.  | Rumunia       | +2:59,42        |
| 5.  | Czechosłowacja II | +1:08,54    |     | Jugosławia II | zdekompletowana |

## Praga-Warszawa (1–9 maja 1948)
Zawodnicy startujący w Pradze mieli do pokonania 1144 km. Trasa wyścigu podzielona była na 8 etapów (4 z metą w Czechosłowacji i 4 z metą w Polsce). Dwa etapy ze Zlina do Żyliny i z Żyliny do Katowic były etapami górskimi. Jednym z etapów (Katowice-Kraków) była drużynowa jazda na czas, w której zwyciężył zespół Jugosławii. Była to tzw. próba szybkości a wyniki tego etapu nie były wliczane do klasyfikacji generalnej wyścigu

W klasyfikacji generalnej zwyciężył Jugosłowianin Aleksandar Zorić, który nie wygrał żadnego etapu. Po dwa etapy indywidualnie wygrywali: Milan Poredski z Jugosławii, Emanuel Krejčů z drugiego zespołu Czechosłowacji oraz reprezentant Polski Wacław Wrzesiński.

W klasyfikacji drużynowej podobnie jak w wyścigu Warszawa-Praga zwyciężył zespół Polski I.

Sędzią głównym wyścigu był Karel Tocl z Czechosłowacji.

Przed pierwszym etapem wyścigu pojawiły się kontrowersje związane ze startem zespołu z Albanii. Kolarze albańscy nie posiadali licencji Międzynarodowej Unii Kolarskiej i uważali, że uczestników wyścigu nie obowiązują żadne licencje i międzynarodowe regulaminy, a organizatorów nie powinny obchodzić żadne kapitalistyczne ograniczenia organizacyjno-sportowe. Ostatecznie zadecydowano, by Albańczycy wzięli udział w wyścigu w charakterze obserwatorów.

### Lista startowa
| BUŁGARIA                       | BUŁGARIA                       | JUGOSŁAWIA (indywidualnie) | JUGOSŁAWIA (indywidualnie) |
| ------------------------------ | ------------------------------ | -------------------------- | -------------------------- |
| Todor Diszew                   | Miłko Rusew                    | … Todorović                |                            |
| Ilija Wełczew                  | Stojan Angełow                 | … Rozman                   |                            |
| Petyr Buranow                  |                                | … Horvatić                 |                            |
| CZECHOSŁOWACJA I               | CZECHOSŁOWACJA I               | POLSKA I                   | POLSKA I                   |
| Vojtěch Chvojka                | Milan Perič                    | Józef Kapiak               | Robert Nowoczek            |
| Rudolf Sosík                   | Vladimír Siegl                 | Wilhelm Weglenda           | Wacław Wrzesiński          |
| Josef Kebrle                   |                                | Teofil Sałyga              |                            |
| CZECHOSŁOWACJA II              | CZECHOSŁOWACJA II              | POLSKA II                  | POLSKA II                  |
| Jaroslav Aubrecht              | Jiří Holubec                   | Władysław Wandor           | Bolesław Łazarczyk         |
| Vlastimil Bartoš               | Emanuel Krejčí                 | Andrzej Grynkiewicz        | Stefan Mich                |
| Jan Dordik                     |                                | Marian Jankowski           |                            |
| CZECHOSŁOWACJA (indywidualnie) | CZECHOSŁOWACJA (indywidualnie) | POLSKA (indywidualnie)     | POLSKA (indywidualnie)     |
| Karol Herczeg                  | Josef Koňárek                  | Roman Bukowski             |                            |
| Zdeněk Štěpánek                | František Hanus                | Walerian Paprocki          |                            |
| Jaroslav Šmíd                  | Stanislav Bolf                 | Jerzy Liszkiewicz          |                            |
| Jaroslav Watzke                | Josef Kolář                    | Zygmunt Wiśniewski         |                            |
| Ladislav Javořík               | Karel Vaverka                  | Tadeusz Gabrych            |                            |
| JUGOSŁAWIA                     | JUGOSŁAWIA                     | RUMUNIA                    | RUMUNIA                    |
| Milan Poredski                 | J. Trifunović                  | Ervant Norhadian           | Marin Niculescu            |
| … Srsa                         | Aleksandar Zorić               | Nicolae Chicomban          | Gheorghe Negoescu          |
| … Mitić                        |                                | Dumitru Pantazescu         |                            |

### Wyniki

#### I etap (1 maja 1948),Praga–Pardubice(127 km)
Start honorowy I etapu wyścigu nastąpił o godzinie 14.30 na Placu Republiki. Start ostry miał natomiast miejsce o 15.15 na jednym z przedmieść Pragi – Vysočany. Od pierwszych kilometrów ton wydarzeniom nadawali kolarze z Jugosławii, którzy byli faworytami do zwycięstwa w całym wyścigu. Pierwszy etap wygrali bez problemów. Liderem wyścigu został Milan Poredski, a tuż za nim finiszował Aleksandar Zorić. Z reprezentantów Polski z dobrej strony pokazał się Józef Kapiak, który zajął szóste miejsce, ze stratą 33 sekund do zwycięzcy. Jednak pozostali zawodnicy pojechali słabiej i Polska I sklasyfikowana została po I etapie na piątym miejscu ze stratą 7 minut 50 sekund do prowadzących Jugosłowian. Drugie miejsce w klasyfikacji drużynowej zajmowała reprezentacja Rumunii, której dwaj reprezentanci finiszowali w pierwszej piątce.
| Lp. | Zawodnik           | Drużyna           | Czas/strata |
| --- | ------------------ | ----------------- | ----------- |
| 1.  | Milan Poredski     | Jugosławia        | 3:25,57     |
| 2.  | Aleksandar Zorić   | Jugosławia        | +0,00       |
| 3.  | Dumitru Pantazescu | Rumunia           | +0,00       |
| 4.  | Ladislav Javořík   | indywidualnie     | +0,01       |
| 5.  | Nicolae Chicomban  | Rumunia           | +0,33       |
| 6.  | Józef Kapiak       | Polska I          | +0,33       |
| 7.  | Zdeněk Štěpánek    | indywidualnie     | +0,33       |
| 8.  | … Horvatić         | indywidualnie     | +0,33       |
| 9.  | Jiří Holubec       | Czechosłowacja II | +1,44       |
| 10. | Miłko Rusew        | Bułgaria          | +1,44       |

#### II etap (2 maja 1948), Pardubice –Brno(129 km)
Wydawało się, że również drugi płaski etap powinien paść łupem Jugosłowian, jednak tym razem nie dopisało im szczęście. Lider wyścigu Milan Poredski przebił dętkę i mimo pomocy trzech kolegów, nie dał rady dogonić czołówki. Stracił ponad 10 minut do zwycięzców. Drugi faworyt z Jugosławii Aleksandar Zorić również nie spisał się najlepiej i ukończył etap ze stratą ponad 4 minut. Zwycięzcą etapu został Rumun Marin Niculescu, który przyjechał na metę w czteroosobowej grupce. Polacy na tym etapie również mieli problemy – Józef Kapiak z przerzutką, Wacław Wrzesiński z łańcuchem, ale udało im się dojechać do mety z zaledwie minutową stratą do zwycięzcy. Dzięki temu Kapiak został nowym liderem wyścigu a zespół Polska I awansował na trzecie miejsce w klasyfikacji drużynowej. Pierwsze mimo wszystko utrzymali Jugosłowianie.
| Lp. | Zawodnik          | Drużyna           | Czas/strata |
| --- | ----------------- | ----------------- | ----------- |
| 1.  | Marin Niculescu   | Rumunia           | 4:34,39     |
| 2.  | Vojtěch Chvojka   | Czechosłowacja I  | +0,00       |
| 3.  | Jiří Holubec      | Czechosłowacja II | +0,00       |
| 4.  | J. Trifunović     | Jugosławia        | +0,00       |
| 5.  | Wacław Wrzesiński | Polska I          | +1,08       |
| 6.  | Józef Kapiak      | Polska I          | +1,08       |
| 7.  | Emanuel Krejčí    | Czechosłowacja II | +2,23       |
| 8.  | Aleksandar Zorić  | Jugosławia        | +4,10       |
| 9.  | Vladimír Siegl    | Czechosłowacja I  | +6,03       |
| 10. | Rudolf Sosík      | Czechosłowacja I  | +6,08       |

#### III etap (3 maja 1948), Brno –Zlin(137 km)
Trzeci etap to popisowa jazda Polaków, których siedmiu znalazło się w pierwszej dziesiątce na mecie tego etapu. Wszyscy dojechali w siedmioosobowej grupie a tempo ich jazdy utrzymali tylko reprezentant Czechosłowacji II Jiří Holubec oraz Rumun Marin Niculescu. Zwycięstwo etapowe odniósł Wacław Wrzesiński przed reprezentantem Czechosłowacji i Rumunem. Poważne straty ponieśli Jugosłowianie, którzy stracili na rzecz Polski I przodownictwo w klasyfikacji drużynowej. Liderem wyścigu nadal pozostał Józef Kapiak.
| Lp. | Zawodnik          | Drużyna           | Czas/strata |
| --- | ----------------- | ----------------- | ----------- |
| 1.  | Wacław Wrzesiński | Polska I          | 5:05,13     |
| 2.  | Jiří Holubec      | Czechosłowacja II | +0,00       |
| 3.  | Marin Niculescu   | Rumunia           | +0,00       |
| 4.  | Józef Kapiak      | Polska I          | +0,00       |
| 5.  | Wilhelm Weglenda  | Polska I          | +0,01       |
| 6.  | Roman Bukowski    | indywidualnie     | +0,01       |
| 7.  | Teofil Sałyga     | Polska I          | +0,01       |
| 8.  | Stefan Mich       | Polska II         | +0,01       |
| 9.  | Władysław Wandor  | Polska II         | +0,01       |
| 10. | Milan Perič       | Czechosłowacja I  | +5,58       |

#### IV etap (5 maja 1948), Zlin –Żylina(151 km)
Po dniu odpoczynku w wyścigu pojawił się nowy bohater. Został nim reprezentujący Czechosłowację Emanuel Krejčí. Na mecie w Żylinie zameldował się z przewagą prawie 7 minut nad peletonem, z którego najszybciej finiszował Jugosłowianin Milan Poredski, trzecie miejsce zajął Rumun Marin Niculescu. W peletonie dojechało również dwóch Polaków – Józef Kapiak, który utrzymał pozycję lidera wyścigu i Wacław Wrzesiński. Niestety dla Polaków, dzięki wyraźnemu zwycięstwu zawodnika zespołu Czechosłowacja II to właśnie ten zespół wyprzedził Polaków w klasyfikacji drużynowej.
| Lp. | Zawodnik         | Drużyna           | Czas/strata |
| --- | ---------------- | ----------------- | ----------- |
| 1.  | Emanuel Krejčí   | Czechosłowacja II | 4:53,00     |
| 2.  | Milan Poredski   | Jugosławia        | +6,59       |
| 3.  | Marin Niculescu  | Rumunia           | +6,59       |
| 4.  | Jiří Holubec     | Czechosłowacja II | +6,59       |
| 5.  | Aleksandar Zorić | Jugosławia        | +6,59       |
| 6.  | Ervant Norhadian | Rumunia           | +6,59       |

#### V etap (6 maja 1948), Żylina –Katowice(244 km)
Piąty etap to 244 km maraton, najdłuższy etap 1. edycji Wyścigu Pokoju. Ataki ponownie rozpoczynają Jugosłowianie Milan Poredski i Horvatić, którzy osiągają nawet siedmiominutową przewagę. Do tego pech dopada polskiego lidera wyścigu Józefa Kapiaka, który ma defekt roweru. Pomimo pomocy ze strony kolegi z zespołu Teofila Sałygi, który oddaje mu swój rower (jedyna dozwolona regulaminem pomoc), dotykają go kolejne defekty, na skutek czego traci blisko 10 minut do zwycięzcy etapu i przodownictwo w wyścigu. Dobrze jednak jadą inni Polacy Wacław Wrzesiński, Robert Nowoczek i Wilhelm Weglenda, co pozwoli Polsce I powrócić na fotel lidera w klasyfikacji drużynowej. Już na ulicach Katowic do prowadzącej dwójki dołączają Rumun Dumitru Pantazescu, kolejny Jugosłowianin Aleksandar Zorić i reprezentant Czechosłowacji Emanuel Krejčí. Ostatecznie ten ostatni wygrywa drugi etap z rzędu i zostaje nowym liderem wyścigu.
| Lp. | Zawodnik           | Drużyna           | Czas/strata |
| --- | ------------------ | ----------------- | ----------- |
| 1.  | Emanuel Krejčí     | Czechosłowacja II | 7:21,31     |
| 2.  | … Horvatić         | indywidualnie     | +0,00       |
| 3.  | Milan Poredski     | Jugosławia        | +0,00       |
| 4.  | Aleksandar Zorić   | Jugosławia        | +0,00       |
| 5.  | Dumitru Pantazescu | Rumunia           | +0,15       |
| 6.  | Karel Vaverka      | indywidualnie     | +1,18       |
| 7.  | Robert Nowoczek    | Polska I          | +1,18       |
| 8.  | Wilhelm Weglenda   | Polska I          | +1,18       |
| 9.  | Wacław Wrzesiński  | Polska I          | +1,25       |
| 10. | Milan Perič        | Czechosłowacja I  | +1,25       |

#### VI etap (7 maja 1948), Katowice –Kraków(76 km)
Siódmy etap wyścigu stanowiła tzw. próba szybkości, czyli wyścig drużynowy. Jego wyniki nie były zaliczane do klasyfikacji generalnej wyścigu. Swoją klasę potwierdzili w nim Jugosłowianie, którzy zwyciężyli z przewagą 2 minut 40 sekund nad zespołem Rumunii i 9 minut 13 sekund nad zespołem Bułgarii.
| Lp. | Drużyna                                           | Czas/strata |
| --- | ------------------------------------------------- | ----------- |
| 1.  | Jugosławia                                        | 2:07,03     |
| 2.  | Rumunia                                           | +2,40       |
| 3.  | Bułgaria                                          | +9,13       |
| 4.  | Czechosłowacja II                                 | +10,05      |
| 5.  | Polska II                                         | +10,50      |
| 6.  | Czechosłowacja (kolarze startujący indywidualnie) | +12,46      |
| 7.  | / Czechosłowacja-Polska (druż. kombinowana)       | +14,21      |
| 8.  | Polska I                                          | +18,34      |
| 9.  | Czechosłowacja I                                  | +22,42      |

#### VII etap (8 maja 1948), Kraków –Kielce(126 km)
Etap siódmy był, jak się okazało decydujący dla losów tego wyścigu. Niedługo po starcie zaatakowało pięciu kolarzy: Polak Józef Kapiak, Rumun Nicolae Chicomban i trzech Jugosłowian Milan Poredski, Aleksandar Zorić i Horvatić (ten ostatni nie był niestety dla Jugosłowian członkiem zespołu i startował tylko w konkurencji indywidualnej). Lider wyścigu reprezentujący Czechosłowację Emanuel Krejču zostaje w peletonie. Na trasie etapu grupka ta rozpada się ze względu na przebicia dętek. Jako pierwszy zostaje Rumun, po nim Polak, a w końcu Horvatić. Wszyscy muszą się zatrzymać i samodzielnie zmienić dętki. Ostatecznie etap wygrywa Milan Poredski, ale prawdziwym zwycięzcą jest drugi na mecie Aleksander Zorić, który zostaje liderem wyścigu. Trzecie miejsce na tym etapie zajmuje Józef Kapiak ze stratą nieco ponad pięciu minut do zwycięzcy. Duże straty ponosi zespół Czechosłowacji II, dzięki czemu Polska I umacnia się na pozycji lidera w klasyfikacji drużynowej.
| Lp. | Zawodnik          | Drużyna           | Czas/strata |
| --- | ----------------- | ----------------- | ----------- |
| 1.  | Milan Poredski    | Jugosławia        | 3:54,30     |
| 2.  | Aleksandar Zorić  | Jugosławia        | +0,00       |
| 3.  | Józef Kapiak      | Polska I          | +5,02       |
| 4.  | … Horvatić        | indywidualnie     | +8,00       |
| 5.  | Emanuel Krejčí    | Czechosłowacja II | +11,59      |
| 6.  | Wacław Wrzesiński | Polska I          | +11,59      |
| 7.  | Ladislav Javořík  | indywidualnie     | +11,59      |
| 8.  | Milan Perič       | Czechosłowacja I  | +11,59      |
| 9.  | Robert Nowoczek   | Polska I          | +11,59      |
| 10. | František Hanus   | indywidualnie     | +12,00      |

#### VIII etap (9 maja 1948), Kielce –Warszawa(190 km)
Ostatni etap po rozstrzygnięciach, które zapadły na poprzednim etapie był „etapem przyjaźni”. Liderzy w klasyfikacjach indywidualnej i drużynowej skoncentrowali się na dowiezieniu tych wyników do mety. Jugosłowianie mieli zdekompletowaną drużynę i nie mogli walczyć o zwycięstwo w tej klasyfikacji, więc pilnowali, by żadnych strat nie poniósł lider wyścigu Aleksandar Zorić. Polacy mieli ponad dwudziestominutową przewagę w klasyfikacji drużynowej, ale ich lider Józef Kapiak nie mógł myśleć o zwycięstwie w wyścigu, gdyż miał blisko sześć i pół minuty straty do lidera. Pozostałe zespoły nie były na tyle silne, aby móc coś jeszcze zmienić. W związku z tym wszyscy byli usatysfakcjonowani a miłym akcentem dla kibiców w Polsce było etapowe zwycięstwo Wacława Wrzesińskiego. Etap i cały wyścig zakończył się na Stadionie Wojska Polskiego.

W klasyfikacji generalnej wyścig zwyciężył Aleksandar Zorić rodak tryumfatora wyścigu w przeciwną stronę Warszawa-Praga Augusta Prosenika. W klasyfikacji drużynowej również zwyciężył zespół Polska I.
| Lp. | Zawodnik          | Drużyna           | Czas/strata |
| --- | ----------------- | ----------------- | ----------- |
| 1.  | Wacław Wrzesiński | Polska I          | 6:21,12     |
| 2.  | Vojtěch Chvojka   | Czechosłowacja I  | +0,00       |
| 3.  | Nicolae Chicomban | Rumunia           | +0,00       |
| 4.  | Milan Perič       | Czechosłowacja I  | +0,00       |
| 5.  | Ervant Norhadian  | Rumunia           | +0,01       |
| 6.  | Roman Bukowski    | indywidualnie     | +0,01       |
| 7.  | Jan Dordik        | Czechosłowacja II | +0,01       |
| 8.  | Władysław Wandor  | Polska II         | +0,02       |
| 9.  | Vlastimil Bartoš  | Czechosłowacja II | +0,02       |
| 10. | … Horvatić        | indywidualnie     | +0,02       |

### Etapy – podsumowanie
| Etap                                                                              | Data   | Start – meta    | Długość (km) | Zwycięzca etapu   | Czas Średnia prędkość | Lider            | Lider drużynowy wyścigu |
| I etap                                                                            | 1 maja | Praga-Pardubice | 127 km       | Milan Poredski    | 3h 25'57" 37,0 km/h   | Milan Poredski   | Jugosławia              |
| II etap                                                                           | 2 maja | Pardubice-Brno  | 129 km       | Marin Niculescu   | 4h 34'39" 28,1 km/h   | Józef Kapiak     | Jugosławia              |
| III etap                                                                          | 3 maja | Brno-Zlin       | 137 km       | Wacław Wrzesiński | 5h 05'13" 26,9 km/h   | Józef Kapiak     | Polska I                |
| IV etap                                                                           | 5 maja | Zlin-Żylina     | 151 km       | Emanuel Krejčí    | 4h 53'00" 30,9 km/h   | Józef Kapiak     | Czechosłowacja II       |
| V etap                                                                            | 6 maja | Żylina-Katowice | 244 km       | Emanuel Krejčí    | 7h 21'31" 33,2 km/h   | Emanuel Krejčí   | Polska I                |
| VI etap (drużynowa jazda na czas) nie wliczana do klasyfikacji generalnej wyścigu | 7 maja | Katowice-Kraków | 76 km        | Jugosławia        | 2h 07'03" 35,9 km/h   | Emanuel Krejčí   | Polska I                |
| VII etap                                                                          | 8 maja | Kraków-Kielce   | 126 km       | Milan Poredski    | 3h 54'30" 32,2 km/h   | Aleksandar Zorić | Polska I                |
| VIII etap                                                                         | 9 maja | Kielce-Warszawa | 190 km       | Wacław Wrzesiński | 6h 21'12" 29,9 km/h   | Aleksandar Zorić | Polska I                |

### Klasyfikacja indywidualna
Koszulka żółta
| Lp. | Zawodnik           | Drużyna           | Czas/strata | Lp. | Zawodnik           | Drużyna           | Czas/strata |
| --- | ------------------ | ----------------- | ----------- | --- | ------------------ | ----------------- | ----------- |
| 1.  | Aleksandar Zorić   | Jugosławia        | 35:53,16    | 21. | Marin Niculescu    | Rumunia           | +1:02,02    |
| 2.  | Emanuel Krejčí     | Czechosłowacja II | +5,24       | 22. | Milan Poredski     | Jugosławia        | +1:02,43    |
| 3.  | Józef Kapiak       | Polska I          | +6,50       | 23. | Ilija Wełczew      | Bułgaria          | +1:02,56    |
| 4.  | Milan Perič        | Czechosłowacja I  | +19,01      | 24. | Jaroslav Šmíd      | Czechosłowacja I  | +1:09,50    |
| 5.  | Wacław Wrzesiński  | Polska I          | +25,44      | 25. | Roman Bukowski     | indywidualnie     | +1:10,28    |
| 6.  | Karel Vaverka      | indywidualnie     | +25,48      | 26. | Władysław Wandor   | Polska II         | +1:16,45    |
| 7.  | Jan Dordik         | Czechosłowacja II | +28,00      | 27. | Jaroslav Aubrecht  | Czechosłowacja II | +1:20,03    |
| 8.  | Ervant Norhadian   | Rumunia           | +32,48      | 28. | Stefan Mich        | Polska II         | +1:26,46    |
| 9.  | Nicolae Chicomban  | Rumunia           | +33,07      | 29. | Stanislav Bolf     | indywidualnie     | +1:30,39    |
| 10. | Vladimír Siegl     | Czechosłowacja I  | +39,28      | 30. | Ladislav Javořík   | indywidualnie     | +1:37,51    |
| 11. | Dumitru Pantazescu | Rumunia           | +39,50      | 31. | Jaroslav Watzke    | indywidualnie     | +1:40,30    |
| 12. | … Horvatić         | indywidualnie     | +41,21      | 32. | Josef Koňárek      | indywidualnie     | +1:42,41    |
| 13. | Miłko Rusew        | Bułgaria          | +41,46      | 33. | Todor Diszew       | Bułgaria          | +1:52,01    |
| 14. | Rudolf Sosík       | Czechosłowacja I  | +44,59      | 34. | Zdeněk Štěpánek    | indywidualnie     | +1:54,33    |
| 15. | Vlastimil Bartoš   | Czechosłowacja II | +45,10      | 35. | Josef Kolář        | indywidualnie     | +2:05,04    |
| 16. | Robert Nowoczek    | Polska I          | +46,11      | 36. | Marian Jankowski   | Polska II         | +2:21,44    |
| 17. | Wilhelm Weglenda   | Polska I          | +49,07      | 37. | Karol Herczeg      | indywidualnie     | +3:07,53    |
| 18. | Gheorghe Negoescu  | Rumunia           | +49,34      | 38. | Stojan Angełow     | Bułgaria          | +3:43,04    |
| 19. | … Todorović        | indywidualnie     | +56,09      | 39. | Bolesław Łazarczyk | Polska II         | +4:18,22    |
| 20. | František Hanus    | indywidualnie     | +1:00,46    |     |                    |                   |             |

### Klasyfikacja drużynowa
Na wynik składa się rzeczywista suma czasów – bez bonifikat – trzech pierwszych zawodników drużyny na każdym etapie.
| Lp. | Drużyna           | Czas/strata | Lp. | Drużyna    | Czas/strata     |
| --- | ----------------- | ----------- | --- | ---------- | --------------- |
| 1.  | Polska I          | 108:16,56   | 5.  | Bułgaria   | +2:07,06        |
| 2.  | Rumunia           | +21,14      | 6.  | Polska II  | +3:39,55        |
| 3.  | Czechosłowacja I  | +22,10      |     | Jugosławia | zdekompletowana |
| 4.  | Czechosłowacja II | +31,07      |     |            |                 |